# 達戈波爾冰川

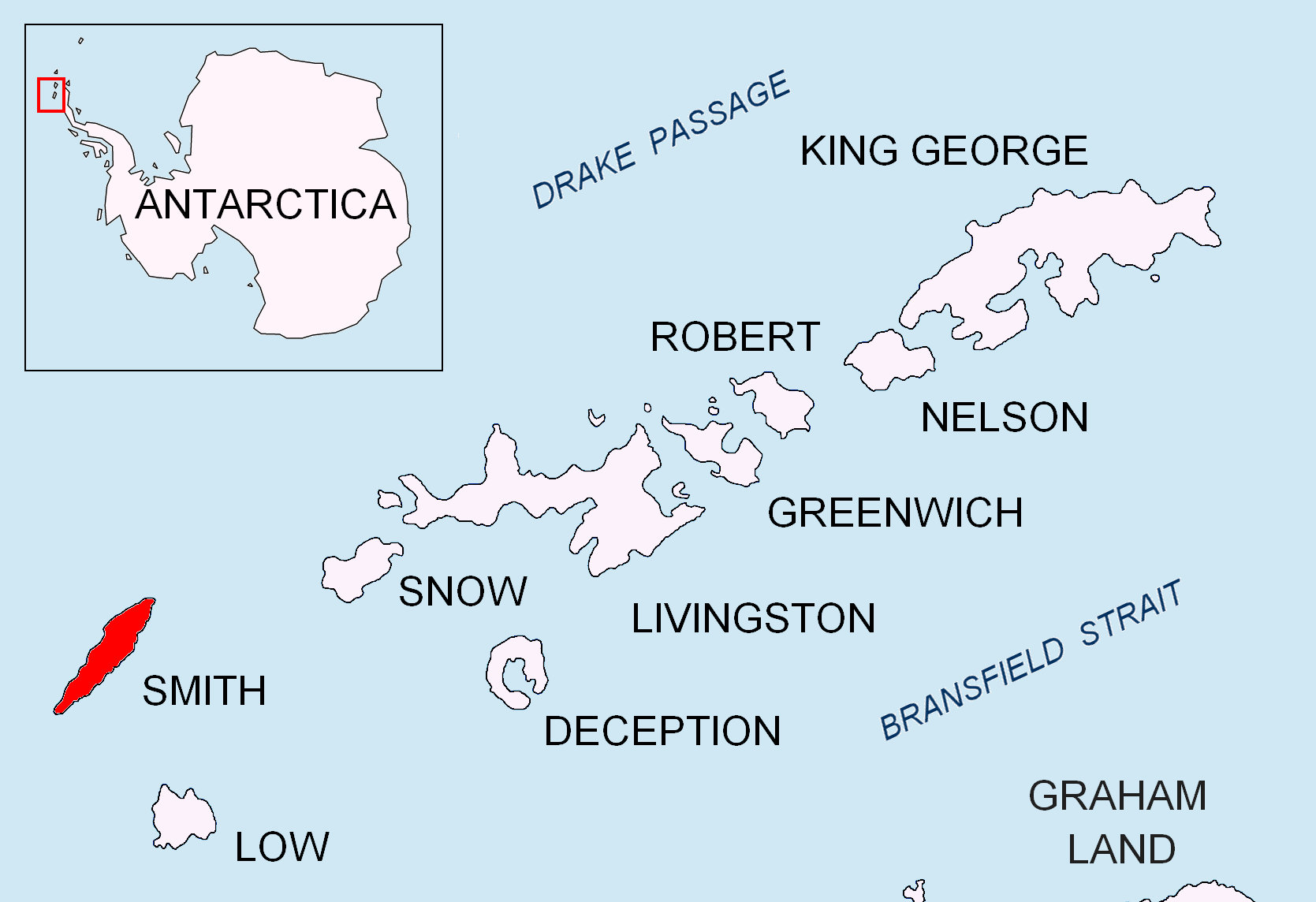

達戈波爾冰川是南極洲的冰川，位於南設得蘭群島的史密斯島，全長3.4公里，流經伊梅昂山脈西北坡，最終在梅澤克峰西北面注入德雷克海峽。
62°55′17″S 62°27′43″W / 62.92139°S 62.46194°W

## 外部連結
- SCAR Composite Antarctic Gazetteer （页面存档备份，存于）